# Хоцень
Хоцень (пол. Choceń, нім. Ehrstätten) — село в Польщі, у гміні Хоцень Влоцлавського повіту Куявсько-Поморського воєводства.
Населення — 1532 особи (2011).
У 1975-1998 роках село належало до Влоцлавського воєводства.

## Демографія
Демографічна структура станом на 31 березня 2011 року:
|          | Загалом | Допрацездатний вік | Працездатний вік | Постпрацездатний вік |
| -------- | ------- | ------------------ | ---------------- | -------------------- |
| Чоловіки | 748     | 167                | 510              | 71                   |
| Жінки    | 784     | 150                | 467              | 167                  |
| Разом    | 1532    | 317                | 977              | 238                  |